# Vultocinus anfractus
Vultocinus anfractus is een krabbensoort uit de familie van de Vultocinidae. De wetenschappelijke naam van de soort is voor het eerst geldig gepubliceerd in 2007 door Ng & Manuel-Santos.